# Tagebuch einer Verlorenen
Tagebuch einer Verlorenen. Von einer Toten ist ein Buch von Margarete Böhme von 1905. Es wurde über 1,2 Millionen Mal gedruckt und gehört zu den meistverkauften Büchern seiner Zeit.

## Inhalt
Die junge Thymian wird von einem Gehilfen des Vaters verführt. Nach der Geburt des unehelichen Kindes wird sie in ein Heim gegeben. Danach gerät sie in die Prostitution.

## Geschichte
1905 veröffentlichte Margarete Böhme das Tagebuch einer Verlorenen als ein angeblich authentisches Tagebuch einer Prostituierten. In den ersten fünf Monaten wurden etwa 7.000 Exemplare gedruckt, 1907 erschien bereits das 100. Tausend.
Das Buch wurde in 14 Sprachen übersetzt und erregte großes Aufsehen wegen der Verbindung von erotischer Freizügigkeit und sozialer Anklage. Der Schriftsteller Henry Miller zählte es zu den literarischen Werken, die ihn am meisten beeindruckten, der Philosoph Walter Benjamin schrieb über es, auch Bram Stoker (Dracula) lobte es.
Insgesamt wurden über 1,2 Millionen Ausgaben verkauft. Nach 1933 wurde das Tagebuch einer Verlorenen nicht mehr verlegt, wie auch das gesamte Werk von Margarete Böhme.
Danach geriet es in Vergessenheit.
Inzwischen gilt als sicher, dass Margarete Böhme das Buch vollständig selber verfasste.

## Bearbeitungen
Verfilmungen
Es gab drei Stummfilmversionen:
- Tagebuch einer Verlorenen (1912), Deutschland 1912, Regie Fritz Bernhardt
- Das Tagebuch einer Verlorenen (1918), Deutschland 1918, Regie Richard Oswald
- Tagebuch einer Verlorenen (1929), Deutschland 1929. Regie Georg Wilhelm Pabst

## Ausgaben
- Margarete Böhme: Tagebuch einer Verlorenen. Von einer Toten. Herausgegeben von Margarete Böhme, F. Fontane & Co. Berlin 1905; 100. Tausend 1907; 137. bis 139. Tausend 1908 Digitalisat Text
- Tagebuch einer Verlorenen, Verlag Es werde Licht, Berlin, 1922, 1924
- Tagebuch einer Verlorenen, Axia Verlag Berlin, 1931
- Tagebuch einer Verlorenen, Suhrkamp Verlag Frankfurt am Main, 1989
- Tagebuch einer Verlorenen, Hofenberg, 2017, ISBN 978-3-7437-0258-5